# Murilo Benício
Murilo Benício Ribeiro, född 13 juli 1971 i Niterói, är en brasiliansk skådespelare.

## Filmografi

### TV
- 2012 – Avenida Brasil ... Tufão (Jorge Araújo)
- 2010 – Ti Ti Ti ... Ariclenes Martins / Victor Valentim
- 2009 – Força-Tarefa ... Lt. Wilson
- 2008 – A Favorita ... Dodi (Eduardo Gentil)
- 2008 – Episódio Especial ... Himself
- 2006 – Pé na Jaca ... Arthur Fortuna (Tutu)
- 2005 – Os Amadores ... Guilherme
- 2005 – América (TV-serie) ... Sebastião da Silva Higino (Tião)
- 2003 – Chocolate com Pimenta ... Danilo Rodrigues Albuquerque
- 2001 – O Clone ... Diogo Ferraz / Lucas Ferraz / Léo (Leandro Edvaldo)
- 2001 – Brava Gente ... A Coleira do Cão – Delegado Vilela
- 2001 – Os Normais ... episode: Todos São Normais – Tato
- 2000 – Esplendor ... Cristóvão Rocha
- 1999 – Terra Nostra ... Alberto Matos
- 1999 – Você Decide ... episodes: Plano B, O Terceiro Homem
- 1998 – Meu Bem Querer ... Antônio Mourão Ferreira de Souza
- 1997 – Por Amor ... Leonardo Barros Mota
- 1997 – A Comédia da Vida Privada (episode: Anchietanos) ... Chico
- 1997 – A Justiceira ... Juninho
- 1996 – Vira-lata ... Bráulio Vianna / Dráuzio
- 1995 – Irmãos Coragem ... Juca Cipó
- 1995 – A Comédia da Vida Privada (episode: Mãe é Mãe) ... Marco Antônio
- 1993 – Fera Ferida ... Fabrício

### Filmer
- 2012 – E Aí, Comeu? ... Wolney
- 2007 – Inesquecível ... Diego
- 2006 – Paid ... Michael Ângelo
- 2006 – Seus Problemas Acabaram! ... Dr. Botelho Pinto
- 2004 – Sexo, Amor e Traição ... Carlos
- 2002 – O Homem do Ano ... Maiquel
- 2001 – Amores Possíveis ... Carlos
- 2000 – Woman on Top ... Toninho
- 1999 – Até que a vida nos separe ... Tonho (Tônio)
- 1999 – Orfeu ... Lucinho
- 1997 – Os Matadores ... Toninho
- 1995 – O Monge e a Filha do Carrasco ... Ambrosius
- 1990 – Decisão ... Melio Antonni